# 石井卓雄
石井 卓雄（いしい たくお、1919年12月3日 - 1950年5月20日）は、日本の陸軍軍人。最終階級は陸軍少佐。日本の敗戦後にベトナム独立のためにベトナム独立戦争に参加して戦没。グエン・ソン将軍の軍政顧問。クァンガイ軍政学校教官。トゥイホア陸軍中学教官。ベトナム独立戦争時には、「花谷」「チャン・チ・ズン(陳志勇)」「トン」を名乗った。

## 経歴
広島県福山市で石井久雄の長男として生まれる。大阪府立今宮中学、陸軍予科士官学校を経て、1940年2月、陸軍士官学校（53期）を卒業。同年5月、騎兵少尉に任官し騎兵第11連隊留守隊付となる。1941年8月、陸軍中尉に昇進。同年11月、第55師団隷下の騎兵第55連隊中隊長に就任し太平洋戦争を迎える。ビルマの戦いに従軍。1943年12月、陸軍大尉に進級。1945年3月、第55師団参謀部付将校となり、同年6月、陸軍少佐に昇進。1945年7月、第55師団は第38軍隷下となり連合国軍のインドシナ侵攻に備えてビルマ戦線からカンボジアへ移動。プノンペンで敗戦を迎える。当時の日本陸軍最年少の佐官将校であった。

## ベトナム独立戦争
終戦後、石井は第55師団の有志とともにベトナム独立戦争に参加する旨を師団司令部に報告すると、師団司令部は了解するとともに送別会を開いて送りだした。1945年10月、兼利俊英少佐（第55師団歩兵第144連隊第2大隊長）を始めとする将校・下士官兵とともにトラックでベトナム南部に潜入した。ソクチャンでDRV(ベトナム民主共和国、1945年9月2日独立宣言)南部抗戦委員会に迎え入れられると、ロンスエンではその地方の日本人志願兵を集めた。一方で、他国における独立戦争に加わるのは職業軍人の任務であるとして、日本に家族を残している召集兵たちに対しては帰国させるべく説得を行った。

### ベトミン将兵の育成
1946年5月、石井はクァンガイに移り、グエン・ソン将軍が第5軍区のクァンガイ陸軍中学に続いて設立したクァンガイ軍政学校の教官に就任し、日本軍兵補出身者を含む実戦経験を持つベトミンの小中級幹部たちに軍事指導を行った。石井の助教官としては高野義雄准尉（第2師団歩兵第29連隊）が務めた。また、クァンガイ省内では下士官養成学校の責任者も務めた。1946年には第5軍区のトゥイホア陸軍中学の中心人物となる。さらに、トゥイホアやニンホアでは民兵やゲリラの訓練を行った。

### 作戦指揮
1948年末もしくは1949年には、DRV南部委員会代表団が北部から帰るに際してクァンガイから大隊を率いて同行した。1948年後半からフランス軍の北上によってクァンガイ地方が戦場になると、石井は第308小団（大隊）顧問を務めることになった。第308小団は、石井の指導により、「どこでも勝てる第308小団」という歌がベトナム中部全域で流行るほどの精強部隊となった。1949年には、DRV中央はベトナム北部の ヴェトバックを包囲するフランス軍の兵力を分散させるために、フランス軍の鉄壁地であるベトナム南部に対してベトナム中部の精鋭部隊を投入する戦役を展開した（ザウティエン戦役）。石井はDRV南部抗戦委員会の指示で、フランス軍の後方攪乱を目的として南下するベトミン軍大隊（日本軍中隊相当）の顧問として同行した。この中隊はクァンガイ省で編成され「バ・ズン大隊」と呼称されており、日本兵約20名が中核となっていた。

### 最期
1950年5月20日、ベトナム南部でフランス軍と交戦中に、石井は大山准尉とともにフランス軍が仕掛けた地雷によって戦死したとされている。
石井は死後に、戦没者として靖国神社に祀られている。また、アメリカ合衆国によるベトナム戦争が始まる前には、独立戦争時に石井の部下であった大作信一と市川洋吉により、石井を顕彰する石碑がサイゴン（現在のホーチミン市）に建立された。石碑は後に香川県善通寺市の陸上自衛隊第2混成団（現在の第14旅団）本部の敷地内に移設されている。